# Danuta Chmielowska
Danuta Iwona Chmielowska – polska turkolog i politolog, dr hab. nauk humanistycznych.

## Życiorys
W 1973 ukończyła studia na Uniwersytecie Warszawskim, tam w 1980 obroniła pracę doktorską. 28 maja 2008 habilitowała się na podstawie pracy zatytułowanej Polsko-tureckie stosunki dyplomatyczne w okresie międzywojennym. Pracowała w Instytucie Orientalistycznym Uniwersytetu Warszawskiego oraz w Wyższej Szkole Studiów Międzynarodowych w Łodzi oraz . Była starszym wykładowcą Zakładu Turkologii i Ludów Azji Środkowej Wydziału Orientalistycznego Uniwersytetu Warszawskiego i pracownikiem naukowo-dydaktycznym Akademii Humanistycznej im. Aleksandra Gieysztora. 
Od 1995 do 1998 piastowała funkcję konsula generalnego w Stambule. Wykładała na Uniwersytecie w Stambule.
Członek Zarządu Stowarzyszenia Rodzin Dyplomatów Rzeczypospolitej Polskiej, członek Rady Wydawniczej Türk-Islam Medeniyeti, Akademik Araştirmalar Dergisi (Konya), członek Związku Tłumaczy Polskich. Od 11 stycznia 2006 jest prezesem Towarzystwa Polska-Turcja. Współpracowała z Polsko-Turecką Grupą Parlamentarną w Sejmie.

## Życie prywatne
Jej pradziadek Antoni Łepkowski i dziadek Jan Łepkowski byli przedstawicielami Polonii w Konstantynopolu (Stambule). Jej córka Beata Chmielowska-Olech jest dziennikarką.

## Wyróżnienia
- 2015: Nagroda literacka ZAiKS-u  dla tłumaczy[13]